# Brexiella
Brexiella es un género de plantas con flores pertenecientes a la familia Celastraceae. Comprende 5 especies descritas y de estas, solo 2 aceptadas.

## Taxonomía
El género fue descrito por Joseph Marie Henry Alfred Perrier de la Bâthie y publicado en Bulletin de la Société Botanique de France 80: 204. 1933. La especie tipo es: Brexiella ilicifolia H.Perrier	

## Especies aceptadas
A continuación se brinda un listado de las especies del género Brexiella aceptadas hasta octubre de 2013, ordenadas alfabéticamente. Para cada una se indica el nombre binomial seguido del autor, abreviado según las convenciones y usos. 
- Brexiella cymosa H.Perrier
- Brexiella ilicifolia H.Perrier